# Хиксон, Джей Джей
Джеймс Эдвард «Джей Джей» Хиксон младший (англ. James Edward "J. J." Hickson Jr.; родился 4 сентября 1988 года в Атланте, штат Джорджия) — американский профессиональный баскетболист. Был выбран под общим 19-м номером на драфте НБА 2008 командой «Кливленд Кавальерс».

## Карьера в колледже
В своей первой же игре в студенческом баскетболе Хиксон набрал 31 очко, реализовав все 12 бросков с игры. В этом же сезоне игрок установил и личный рекорд результативности, набрав 33 очка. Хиксон трижды признавался лучшим новичком недели конференции Атлантического побережья. Всего в своем дебютном сезоне игрок 7 раз набирал 20 очков и более и сделал 10 дабл-даблов. Кроме того он установил рекорд для новичков конференции Атлантического побережья, набрав в одном из матчей 23 подбора, приплюсовав к ним 13 очков и 4 блок-шота в матче против университета Клемсона.
Всего в сезоне Хиксон набирал 14,8 очков и 8,5 подборов в среднем за игру (лидируя среди всех новичков), забивая при этом 59 % бросков с игры. Спортсмен был удостоен звания новичка года в конференции Атлантического побережья.

## Профессиональная карьера

### 2008—2009
Хиксон набрал четыре очка в своей первой игре в НБА против «Шарлотт Бобкэтс», забросив один бросок с игры и забив два штрафных. 26 ноября 2008 года игрок набрал рекордные для себя 14 очков, 6 подборов и 4 блок-шота в игре против «Оклахома-Сити Тандер». 13 января 2009 года Хиксон установил личный рекорд по количеству подборов (7) в матче против «Мемфис Гриззлис». 24 февраля 2009 он улучшает свой рекорд, собрав 9 подборов в матче против все тех же «Гриззлис».

### 2009—2010
В этом сезоне Хиксон впервые вышел в стартовой пятерке «Кливленд Кавальерс». 27 января 2010 игрок установил новый личный рекорд результативности, набрав 23 очка в матче против «Миннесота Тимбервулвз».

### 2010—2012
После предсезонки 2010 «Кливленд» решает использовать свою возможность для подписания Хиксона на четыре года. 2 ноября 2010 спортсмен набрал рекордное для себя 31 очко в проигранном матче против «Атланта Хокс». 23 января 2011 в матче против «Чикаго Буллз» Хиксон собрал 20 подборов (11 из них в нападении), что также стало новым личным рекордом.
30 июня 2011 Хиксон был отправлен в «Сакраменто Кингз» в обмен на Омри Касспи и выбор в первом раунде драфта 2012.
В октябре 2011 во время локаута Хиксон перешёл в клуб «Бней ха-Шарон», выступающий в Лигат ХаАль, высшем дивизионе израильского баскетбола. Однако игрок покинул команду, сыграв всего лишь один матч.
20 марта 2012 года Хиксон был отчислен из состава «Сакраменто Кингз», а на следующий день подписал контракт с «Портленд Трэйл Блэйзерс».

## Статистика

### Статистика в НБА
| Сезон                                                                                    | Команда    | Регулярный сезон | Регулярный сезон | Регулярный сезон | Регулярный сезон | Регулярный сезон | Регулярный сезон | Регулярный сезон | Регулярный сезон | Регулярный сезон | Регулярный сезон | Регулярный сезон | Серия плей-офф | Серия плей-офф | Серия плей-офф | Серия плей-офф | Серия плей-офф | Серия плей-офф | Серия плей-офф | Серия плей-офф | Серия плей-офф | Серия плей-офф | Серия плей-офф |
| Сезон                                                                                    | Команда    | GP               | GS               | MPG              | FG%              | 3P%              | FT%              | RPG              | APG              | SPG              | BPG              | PPG              | GP             | GS             | MPG            | FG%            | 3P%            | FT%            | RPG            | APG            | SPG            | BPG            | PPG            |
| ---------------------------------------------------------------------------------------- | ---------- | ---------------- | ---------------- | ---------------- | ---------------- | ---------------- | ---------------- | ---------------- | ---------------- | ---------------- | ---------------- | ---------------- | -------------- | -------------- | -------------- | -------------- | -------------- | -------------- | -------------- | -------------- | -------------- | -------------- | -------------- |
| 2008/09                                                                                  | Кливленд   | 62               | 0                | 11,4             | 51,5             | -                | 67,2             | 2,7              | 0,1              | 0,2              | 0,5              | 4,0              | Не участвовал  | Не участвовал  | Не участвовал  | Не участвовал  | Не участвовал  | Не участвовал  | Не участвовал  | Не участвовал  | Не участвовал  | Не участвовал  | Не участвовал  |
| 2009/10                                                                                  | Кливленд   | 81               | 72               | 20,9             | 55,4             | 0,0              | 68,1             | 4,9              | 0,5              | 0,4              | 0,5              | 8,5              | 11             | 0              | 7,2            | 63,6           | -              | 68,8           | 0,8            | 0,1            | 0,0            | 0,0            | 3,5            |
| 2010/11                                                                                  | Кливленд   | 80               | 66               | 28,2             | 45,8             | 0,0              | 67,3             | 8,7              | 1,1              | 0,6              | 0,7              | 13,8             | Не участвовал  | Не участвовал  | Не участвовал  | Не участвовал  | Не участвовал  | Не участвовал  | Не участвовал  | Не участвовал  | Не участвовал  | Не участвовал  | Не участвовал  |
| 2011/12                                                                                  | Сакраменто | 35               | 9                | 18,4             | 37,0             | 0,0              | 63,8             | 5,1              | 0,6              | 0,5              | 0,5              | 4,7              | Не участвовал  | Не участвовал  | Не участвовал  | Не участвовал  | Не участвовал  | Не участвовал  | Не участвовал  | Не участвовал  | Не участвовал  | Не участвовал  | Не участвовал  |
| 2011/12                                                                                  | Портленд   | 19               | 10               | 31,6             | 54,3             | 0,0              | 64,5             | 8,3              | 1,2              | 0,6              | 0,9              | 15,1             | Не участвовал  | Не участвовал  | Не участвовал  | Не участвовал  | Не участвовал  | Не участвовал  | Не участвовал  | Не участвовал  | Не участвовал  | Не участвовал  | Не участвовал  |
| 2012/13                                                                                  | Портленд   | 80               | 80               | 29,0             | 56,2             | 0,0              | 67,9             | 10,4             | 1,1              | 0,6              | 0,6              | 12,7             | Не участвовал  | Не участвовал  | Не участвовал  | Не участвовал  | Не участвовал  | Не участвовал  | Не участвовал  | Не участвовал  | Не участвовал  | Не участвовал  | Не участвовал  |
| 2013/14                                                                                  | Денвер     | 69               | 52               | 26,9             | 50,8             | 0,0              | 51,7             | 9,2              | 1,4              | 0,7              | 0,7              | 11,8             | Не участвовал  | Не участвовал  | Не участвовал  | Не участвовал  | Не участвовал  | Не участвовал  | Не участвовал  | Не участвовал  | Не участвовал  | Не участвовал  | Не участвовал  |
| 2014/15                                                                                  | Денвер     | 73               | 8                | 19,3             | 47,5             | 0,0              | 57,7             | 6,2              | 0,8              | 0,5              | 0,5              | 7,6              | Не участвовал  | Не участвовал  | Не участвовал  | Не участвовал  | Не участвовал  | Не участвовал  | Не участвовал  | Не участвовал  | Не участвовал  | Не участвовал  | Не участвовал  |
| 2015/16                                                                                  | Денвер     | 20               | 9                | 15,3             | 50,5             | -                | 45,8             | 4,4              | 0,8              | 0,5              | 0,6              | 6,9              | Не участвовал  | Не участвовал  | Не участвовал  | Не участвовал  | Не участвовал  | Не участвовал  | Не участвовал  | Не участвовал  | Не участвовал  | Не участвовал  | Не участвовал  |
| 2015/16                                                                                  | Вашингтон  | 15               | 0                | 8,8              | 54,3             | 0,0              | 43,2             | 3,0              | 0,5              | 0,3              | 0,1              | 4,6              | Не участвовал  | Не участвовал  | Не участвовал  | Не участвовал  | Не участвовал  | Не участвовал  | Не участвовал  | Не участвовал  | Не участвовал  | Не участвовал  | Не участвовал  |
|                                                                                          | Всего      | 534              | 306              | 22,3             | 50,5             | 0,0              | 61,7             | 6,8              | 0,8              | 0,5              | 0,6              | 9,5              | 11             | 0              | 7,2            | 63,6           | -              | 68,8           | 0,8            | 0,1            | 0,0            | 0,0            | 3,5            |
| Наведите курсор мыши на аббревиатуры в заголовке таблицы, чтобы прочесть их расшифровку. |            |                  |                  |                  |                  |                  |                  |                  |                  |                  |                  |                  |                |                |                |                |                |                |                |                |                |                |                |

### Статистика в NCAA
| Сезон | Команда                 | Conf  | Class | GP | GS | MPG  | FG%  | 3P% | FT%  | RPG | APG | SPG | BPG | PPG  |
| --- | ----------------------- | ----- | ----- | -- | -- | ---- | ---- | --- | ---- | --- | --- | --- | --- | ---- |
| 2007/08 | Северная Каролина Стэйт | ACC   | FR    | 31 | 26 | 28,7 | 59,1 | 0,0 | 67,7 | 8,5 | 1,0 | 0,7 | 1,5 | 14,8 |
| Всего | Всего                   | Всего | Всего | 31 | 26 | 28,7 | 59,1 | 0,0 | 67,7 | 8,5 | 1,0 | 0,7 | 1,5 | 14,8 |
| Наведите курсор мыши на аббревиатуры в заголовке таблицы, чтобы прочесть их расшифровку Статистика приведена с сайта sports-reference.com |                         |       |       |    |    |      |      |     |      |     |     |     |     |      |

### Статистика в других лигах
| Сезон | Команда                  | Лига                     | GP | GS | MPG  | FG%  | 3P%  | FT%  | RPG  | APG | SPG | BPG | PFL | TOV | PPG  |
| --- | ------------------------ | ------------------------ | -- | -- | ---- | ---- | ---- | ---- | ---- | --- | --- | --- | --- | --- | ---- |
| 2011/12 | Бней Герцлия             | Чемпионат Израиля        | 1  | 1  | 32,0 | 66,7 | -    | 80,0 | 8,0  | 5,0 | 1,0 | 0,0 | 0,0 | 3,0 | 20,0 |
| 2016/17 | Фуцзянь Сюньсин          | КБА                      | 27 | 10 | 35,4 | 52,5 | 15,4 | 68,9 | 13,4 | 1,7 | 1,2 | 0,6 | 1,9 | 3,5 | 24,5 |
| 2017/18 | Все клубы                | Все лиги                 | 42 | 36 | 36,8 | 54,1 | 25,0 | 65,2 | 14,1 | 2,4 | 1,7 | 1,1 | 2,3 | 2,2 | 28,7 |
| 2017/18 | Нанкин Манки Кингз       | КБА                      | 38 | 32 | 36,9 | 55,0 | 17,2 | 65,8 | 14,7 | 2,3 | 1,7 | 1,1 | 2,3 | 2,3 | 29,6 |
| 2017/18 | Шампвиль                 | Чемпионат Ливана         | 4  | 4  | 35,6 | 42,6 | 57,1 | 58,6 | 8,8  | 3,0 | 2,0 | 0,8 | 2,5 | 1,5 | 19,8 |
| 2018/19 | Леонес де Понсе          | Чемпионат Пуэрто-Рико    | 5  | 5  | 31,2 | 60,3 | 33,3 | 68,0 | 12,6 | 4,4 | 0,8 | 0,8 | 2,0 | 1,6 | 22,4 |
| 2019/20 | Леонес де Понсе          | Чемпионат Пуэрто-Рико    | 1  | 1  | 33,6 | 30,8 | -    | 77,8 | 12,0 | 2,0 | 0,0 | 1,0 | 2,0 | 3,0 | 15,0 |
| Всего | Всего                    | Всего                    | 76 | 53 | 35,8 | 53,8 | 23,1 | 66,8 | 13,7 | 2,3 | 1,5 | 0,9 | 2,1 | 2,6 | 26,5 |
| В КБА | В КБА                    | В КБА                    | 65 | 42 | 36,3 | 54,1 | 16,7 | 66,9 | 14,2 | 2,1 | 1,5 | 0,9 | 2,1 | 2,8 | 27,5 |
| В чемпионате Пуэрто-Рико | В чемпионате Пуэрто-Рико | В чемпионате Пуэрто-Рико | 6  | 6  | 31,6 | 56,0 | 33,3 | 70,6 | 12,5 | 4,0 | 0,7 | 0,8 | 2,0 | 1,8 | 21,2 |
| Наведите курсор мыши на аббревиатуры в заголовке таблицы, чтобы прочесть их расшифровку Статистика приведена с сайта basketball.realgm.com |                          |                          |    |    |      |      |      |      |      |     |     |     |     |     |      |